# Mosquée Mustafa Pacha
La mosquée Mustafa Pacha (en macédonien : Мустафа-пашина џамија) est une mosquée ottomane située dans la ville de Skopje, en Macédoine du Nord. Elle se trouve dans le vieux bazar et à proximité de la forteresse.
Située sur une petite colline, elle domine le bazar et c'est l'une des plus belles et plus grandes mosquées macédoniennes. Elle a été construite pendant la dernière décennie du XVe siècle par Mustafa Pacha, un dignitaire qui a vécu pendant les règnes de Bayazid Ier et Selim Ier. 

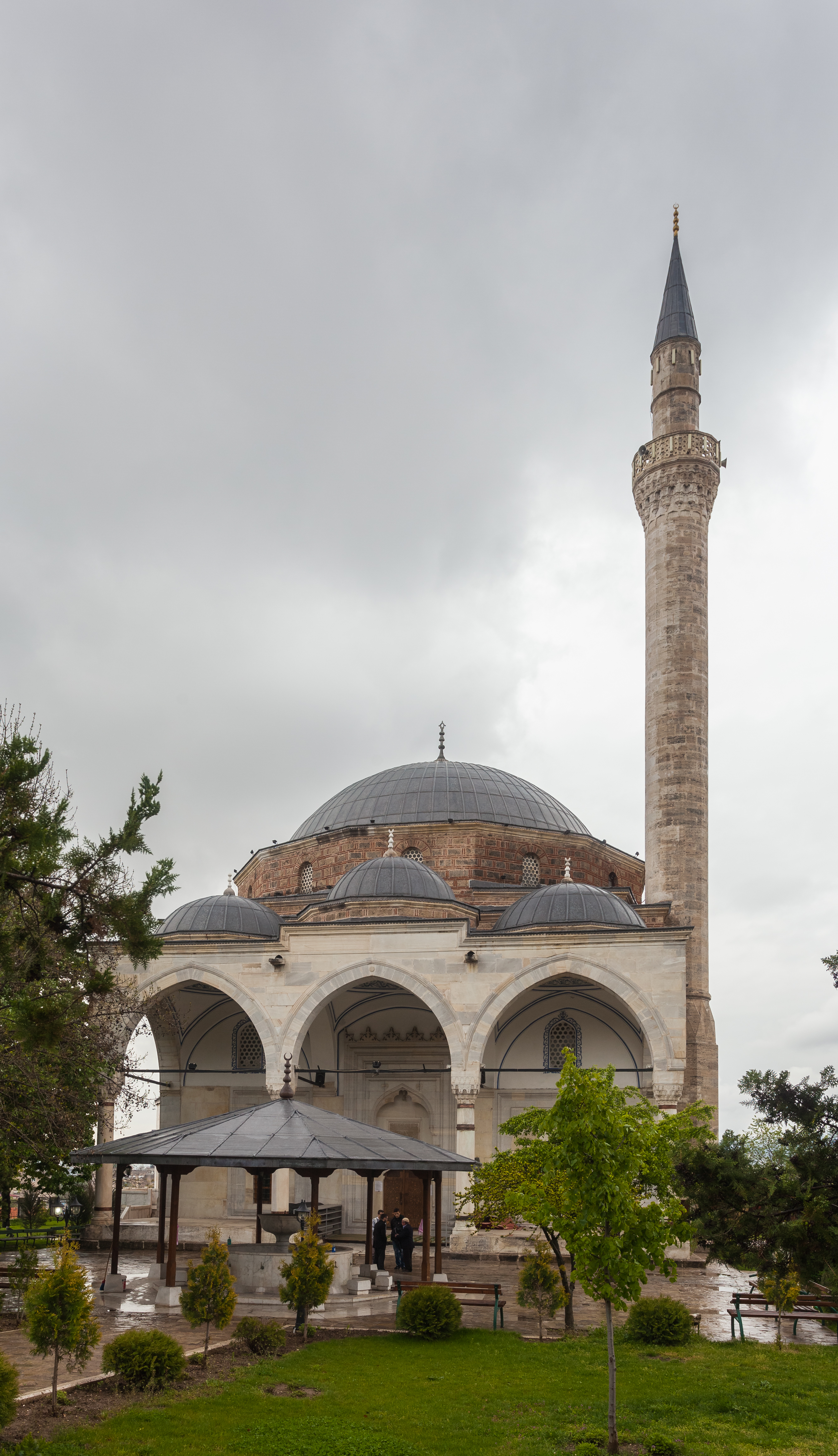
La mosquée

La cour de la mosquée compte un turbe hexagonal décoré de marbre et couvert d'une coupole, endommagé par le tremblement de terre de 1963. Ce turbe renferme encore le sarcophage d'Umi, l'une des filles de Mustafa Pacha. Autrefois, la cour comptait aussi un caravansérail, une médersa, un imaret (cantine populaire) et un mekteb. 
La mosquée est une construction austère, composée d'un élément principal à coupole unique et d'un porche supporté par quatre colonnes et couvert par trois petites coupoles. L'ensemble est décoré de sculptures en stalactites et d'éléments en bois.